# Campionato europeo femminile di pallacanestro Under-18 Division B 2015
Il Campionato europeo femminile di pallacanestro Under-18 2015 (noto anche come FIBA EuroBasket Women Under-18 2015) si è svolto in Romania, a Bucarest.

## Classifica finale
| Pos     | Team                 |  |
| ------- | -------------------- |  |
| Oro     | Slovacchia           |  |
| Argento | Lettonia             |  |
| Bronzo  | Turchia              |  |
| 4.      | Svezia               |  |
| 5.      | Germania             |  |
| 6.      | Romania              |  |
| 7.      | Bosnia ed Erzegovina |  |
| 8.      | Danimarca            |  |
| 9.      | Finlandia            |  |
| 10.     | Grecia               |  |
| 11.     | Bielorussia          |  |
| 12.     | Inghilterra          |  |
| 13.     | Ucraina              |  |
| 14.     | Lussemburgo          |  |
| 15.     | Bulgaria             |  |
| 16.     | Svizzera             |  |
| 17.     | Islanda              |  |
| 18.     | Irlanda              |  |
| 19.     | Cipro                |  |
| 20.     | Albania              |  |